# Carena (anatomia vegetal)
A Carena consiste em duas pétalas fundidas, presente em algumas flores de plantas hermafroditas, pois, em seu interior estão presentes o gineceu e o androceu (estruturas feminina e masculina de reprodução, respectivamente). Como ambos — gineceu e  androceu — encontram-se isolados dentro da carena, ocorre a autofecundação antes mesmo da abertura das pétalas, processo chamado de cleistogamia
Um exemplo de planta com essa estrutura são as ervilhas de espécie Pisum sativum, utilizadas por Gregor Mendel em seus estudos de Genética.